# Усовське сільське поселення (Орічівський район)
У́совське сільське поселення (рос. Усовское сельское поселение) — адміністративна одиниця у складі Орічівського району Кіровської області Росії. Адміністративний центр поселення — присілок Усови.

## Історія
Станом на 2002 рік на території сучасного поселення існували такі адміністративні одиниці:
- Усовський сільський округ (присілки Жирухіни, Крутець, Усови)

Поселення було утворене згідно із законом Кіровської області від 7 грудня 2004 року № 284-ЗО у рамках муніципальної реформи шляхом перетворення Усовського сільського округу.

## Населення
Населення поселення становить 270 осіб (2017; 279 у 2016, 291 у 2015, 303 у 2014, 315 у 2013, 300 у 2012, 325 у 2010, 353 у 2002).

## Склад
До складу поселення входять 3 населених пункти:
| Населений пункт    | Населення, осіб (2002) | Населення, осіб (2010) |
| ------------------ | ---------------------- | ---------------------- |
| Жирухіни, присілок | 5                      | 2                      |
| Крутець, присілок  | 0                      | 3                      |
| Усови, присілок    | 348                    | 320                    |